# 강동석 (바이올린 연주자)
강동석(姜東錫, 1954년 4월 28일 ~ )은 대한민국의 바이올리니스트이다. 2003년부터 연세대학교 음악대학에서 관현악과 교수를 맡고 있다. 1967년 대광중학교 재학 중에 미국으로 건너가 줄리어드 음악원에서 학사 과정을, 커티스 음악원에서 석사 과정을 마쳤다.

## 경력
- 1981년 - 롱 티보 국제콩쿠르 심사위원[3]
- 2009년 - 서울 스프링 실내악 페스티벌 음악감독

## 수상
- 2007년 - 쇼메 음악인상
- 2009년 - 대원음악상 대상
- 2012년 - 프랑스 문예공로훈장 슈발리에

## 같이 보기
- 오자와 세이지